# Калдыгулова, Сания Мусаевна
 Сания́ Муса́евна Калдыгу́лова (каз. Сәния Мұсақызы Қалдығұлова; 24 ноября 1956 года, Актюбинск, Казахская ССР, СССР) — секретарь Актюбинского областного маслихата. В 1999—2004 годах — депутат Мажилиса Парламента Казахстана

## Биография
Окончила Актюбинский педагогический институт и Казахскую государственную юридическую академию.
С 1976 года — старшая пионервожатая, учитель начальных классов средней школы № 5 г. Актобе.
С 1980 года — комсорг по группе школ, второй секретарь Фрунзенского райкома комсомола, заведующая отделом Актюбинского областного комитета комсомола, руководитель бюро международного молодёжного туризма «Спутник».
В 1988—1992 годах — инструктор горкома КП Казахской ССР, и. о. заместителя председателя Актюбинского горисполкома.
В 1992 по 1999 годах — заместитель главы Актюбинской городской администрации, заместителя акима г. Актобе.
В 1999—2004 годах — депутат Мажилиса Парламента Казахстана.
В 2004—2006 годах — заместитель акима г. Актобе.
февраля по декабрь 2006 года — директор средней школы-гиманзии № 17 г. Актобе.
С декабря 2006 года — директор департамента внутренней политики Актюбинской области.
До 2012 года работала заместителем акима города Актобе
С 20 января 2012 года — депутат, секретарь Актюбинского областного маслихата

## Награды
- Орден «Курмет»
- Медаль «10 лет независимости Республики Казахстан»
- Медаль «10 лет Конституции Республики Казахстан»
- Заслуженный деятель Казахстана
- Благодарственное письмо от Президента Республики Казахстан Н.А.Назарбаева
- отличник образования
- Почётный гражданин г. Актобе (2011 год)[2]